# Anochetus intermedius
Anochetus intermedius  (лат.) — ископаемый вид муравьёв (Formicidae) рода Anochetus из подсемейства Ponerinae. Доминиканский янтарь, Центральная Америка, миоцен, возраст находки — 16—19 млн лет.

## Описание
Длина тела около 4 мм. Голова на треть длиннее своей максимальной ширины. Голова, усики, жвалы, голени и лапки коричневатые; грудь, петиоль, тазики и брюшко желтоватые. Мандибулы длиннее головы и несут от 7 до 8 зубцов на жевательном крае и три вершинных длинных зубца. Усики 12-члениковые. Пронотум и мезонотум выпуклые. Проподеальные шипики короткие (0,04 мм).
Вид был впервые описан в 1994 году швейцарским мирмекологом Марией Де Андраде (Maria L. De Andrade , Базельский университет, Швейцария) вместе с другими ископаемыми муравьями, такими, как A. ambiguus, A. conisquamis, A. dubius, A. exstinctus, A. lucidus. Видовое название intermedius в переводе с латинского означает «промежуточный», так как он разделяет признаки двух групп своего рода (A. inermis и A. emarginatus). Вид включён в видовую группу Anochetus inermis Species Group (характерны мелкие глаза и общий небольшой размер тела), в которой близок к видам Anochetus simoni, Anochetus inermis, Anochetus targioni, и Anochetus diegensis. От этих таксонов отличается более длинными петиолярными шипиками, но более короткими проподеальными шипами, более длинными узкими жвалами и средним числом зубчиков на мандибулах (7—8).